# Mark Bridges
Mark Bridges (Niagara Falls, ...) è un costumista statunitense, due volte vincitore dell'Oscar ai migliori costumi, per The Artist (2011) e Il filo nascosto (2017).

## Biografia

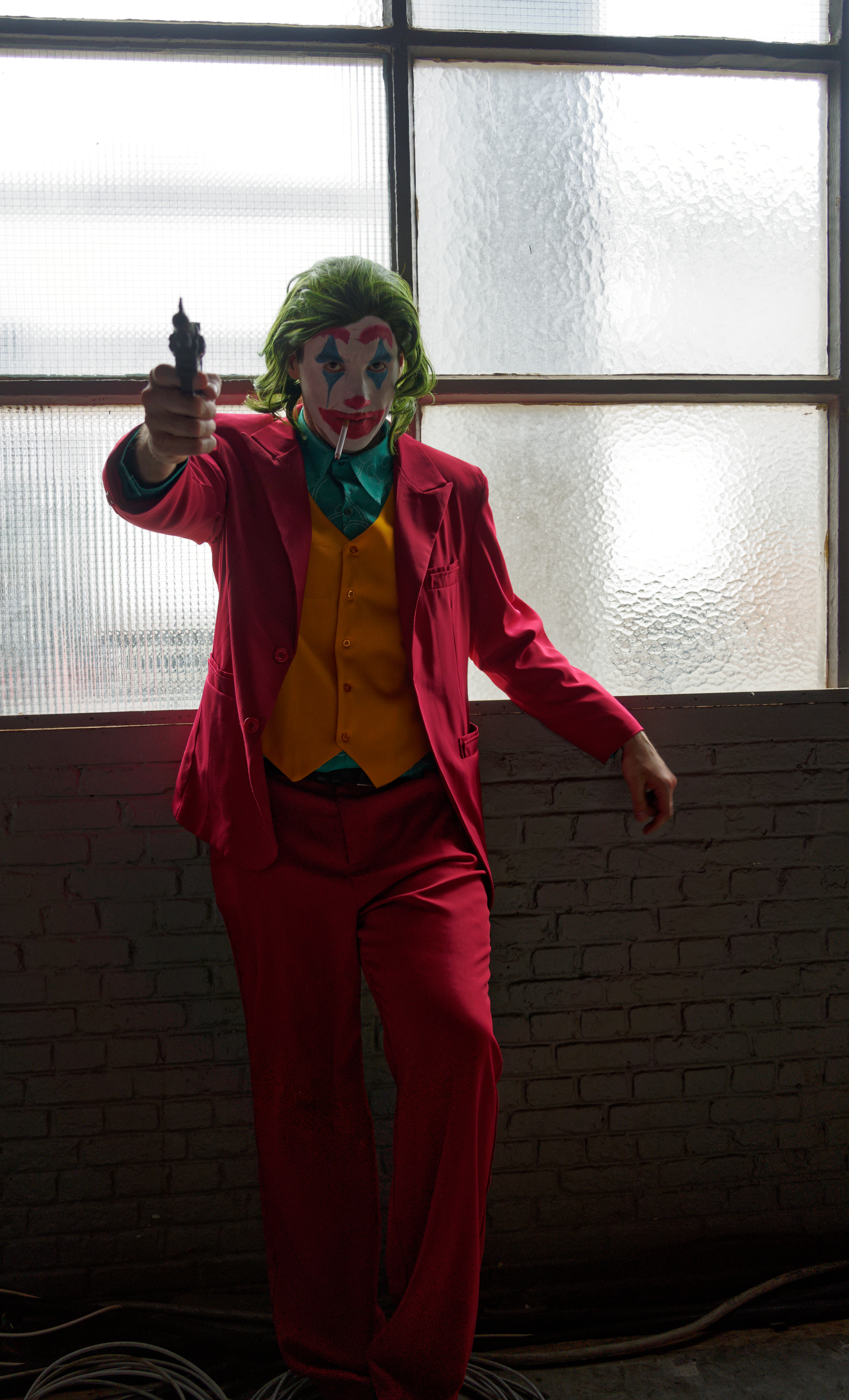
Un cosplayer del Joker nel costume creato da Bridges per il film del 2019. «Nella sceneggiatura, Todd faceva indossare ad Arthur un completo démodé color terracotta, ma io non pensavo fosse un colore abbastanza forte [...] [e ne] ho preparato tre varianti più accese [...] In questo modo partiamo dal gilet marrone che indossa al cabaret e ci spostiamo su colori sempre più sgargianti mano a mano che ci avviciniamo al climax.»

Ha ricevuto il suo Bachelor of Arts in teatro alla Stony Brook University nel 1983 e il Master of Fine Arts in design dei costumi alla Tisch School of the Arts dell'Università di New York nel 1987. Ha cominciato da costumista a teatro, lavorando a musical come Oh! Calcutta! e Dreamgirls negli anni ottanta. Ha esordito al cinema nei primi anni novanta con alcuni film della Full Moon Features, finché non ha incontrato il regista Paul Thomas Anderson, all'epoca un esordiente, che l'ha voluto come costumista di Sydney (1996). Bridges avrebbe curato i costumi di ogni film di Anderson da allora, tra cui quelli de Il petroliere, Boogie Nights, The Master e Ubriaco d'amore. Dopo quasi trent'anni, il sodalizio tra i due si è interrotto per la prima volta perché Bridges era impegnato con un altro film in concomitanza con lo sviluppo di Una battaglia dopo l'altra (2025). Ha vinto l'Oscar con gli abiti della Hollywood del muto creati per il film The Artist (2011) e, nuovamente, con quelli dell'alta moda della Londra degli anni '50 de Il filo nascosto (2017), la penultima collaborazione con Anderson. È stato candidato ad altri due Oscar, rispettivamente per Vizio di forma (2014), sempre di Anderson, e Joker (2019). Tra gli altri film a cui ha lavorato nel corso della sua carriera figurano Blow, The Fighter, Il lato positivo e Maestro.

## Filmografia

### Costumista

#### Cinema
- Waxwork 2 - Bentornati al museo delle cere (Waxwork II: Lost in Time), regia di Anthony Hickox (1992)
- Guerre di robot (Robot Wars), regia di Albert Band (1993)
- Prehysteria - Arrivano i dinosauri (Prehysteria!), regia di Albert e Charles Band (1993)
- Mamma, i ladri! (Remote), regia di Ted Nicolaou (1993)
- Giocattoli assassini (Dollman vs. Demonic Toys), regia di Charles Band (1993)
- Cavalieri interstellari - L'ultimo atto (Trancers 5: Sudden Deth), regia di David Nutter (1994)
- Quella strana piccola bottega (Pet Shop), regia di Hope Perello (1994)
- Sydney (Hard Eight), regia di Paul Thomas Anderson (1996)
- L'ombra del nemico (Living in Peril), regia di Jack Ersgard (1997)
- Boogie Nights - L'altra Hollywood (Boogie Nights), regia di Paul Thomas Anderson (1997)
- Giovani, pazzi e svitati (Can't Hardly Wait), regia di Harry Elfont e Deborah Kaplan (1998)
- Thursday - Giovedì (Thursday), regia di Skip Woods (1998)
- Sbucato dal passato (Blast from the Past), regia di Hugh Wilson (1999)
- Blu profondo (Deep Blue Sea), regia di Renny Harlin (1999)
- Magnolia, regia di Paul Thomas Anderson (1999)
- Blow, regia di Ted Demme (2001)
- Ubriaco d'amore (Punch-Drunk Love), regia di Paul Thomas Anderson (2002)
- 8 Mile, regia di Curtis Hanson (2002)
- The Italian Job, regia di F. Gary Gray (2003)
- I Heart Huckabees - Le strane coincidenze della vita (I Heart Huckabees), regia di David O. Russell (2004)
- Be Cool, regia di F. Gary Gray (2005)
- Fur - Un ritratto immaginario di Diane Arbus (Fur: An Imaginary Portrait of Diane Arbus), regia di Steven Shainberg (2006)
- Il petroliere (There Will Be Blood), regia di Paul Thomas Anderson (2007)
- Yes Man, regia di Peyton Reed (2008)
- Land of the Lost, regia di Brad Silberling (2009)
- Lo stravagante mondo di Greenberg (Greenberg), regia di Noah Baumbach (2010)
- The Fighter, regia di David O. Russell (2010)
- The Artist, regia di Michel Hazanavicius (2011)
- The Master, regia di Paul Thomas Anderson (2012)
- Il lato positivo - Silver Linings Playbook (Silver Linings Playbook), regia di David O. Russell (2012)
- Captain Phillips - Attacco in mare aperto (Captain Phillips), regia di Paul Greengrass (2013)
- Vizio di forma (Inherent Vice), regia di Paul Thomas Anderson (2014)
- Cinquanta sfumature di grigio (Fifty Shades of Grey), regia di Sam Taylor-Johnson (2015)
- Jason Bourne, regia di Paul Greengrass (2016)
- Il filo nascosto (Phantom Thread), regia di Paul Thomas Anderson (2017)
- Joker, regia di Todd Phillips (2019)
- Storia di un matrimonio (Marriage Story), regia di Noah Baumbach (2019)
- Notizie dal mondo (News of the World), regia di Paul Greengrass (2020)
- Licorice Pizza, regia di Paul Thomas Anderson (2021)
- The Fabelmans, regia di Steven Spielberg (2022)
- Maestro, regia di Bradley Cooper (2023)

#### Televisione
- Dream On – serie TV, episodi 1x12-1x13 (1990)
- Miss Match – serie TV (2003)
- Swingtown – serie TV, episodio 1x01 (2008)
- Vinyl – serie TV, episodio 1x01 (2016)

### Scenografo
- Magnolia, regia di Paul Thomas Anderson (1999)

## Premi e candidature
- Premio Oscar
  - 2012 – Migliori costumi per The Artist
  - 2015 – Candidato ai migliori costumi per Vizio di forma
  - 2018 – Migliori costumi per Il filo nascosto
  - 2020 – Candidato ai migliori costumi per Joker
- Premio BAFTA
  - 2012 – Migliori costumi per The Artist
  - 2018 – Migliori costumi per Il filo nascosto
- Premio César
  - 2012 – Candidato ai migliori costumi per The Artist
- Critics' Choice Awards
  - 2012 – Candidato ai migliori costumi per The Artist
  - 2015 – Candidato ai migliori costumi per Vizio di forma
  - 2018 – Candidato ai migliori costumi per Il filo nascosto
- Satellite Award
  - 2011 – Candidatura ai migliori costumi per The Artist
  - 2018 – Migliori costumi per Il filo nascosto
  - 2019 – Candidatura ai migliori costumi per Joker